# 1706
Portal Geschichte | Portal Biografien | Aktuelle Ereignisse | Jahreskalender | Tagesartikel

◄ |
17. Jahrhundert |
18. Jahrhundert
| 19. Jahrhundert | ►

◄ |
1670er |
1680er |
1690er |
1700er
| 1710er | 1720er | 1730er | ►

◄◄ |
◄ |
1702 |
1703 |
1704 |
1705 |
1706
| 1707 | 1708 | 1709 | 1710 | ► | ►►
Staatsoberhäupter  · Nekrolog  · Literaturjahr · Musikjahr
| Januar | Januar | Januar | Januar | Januar | Januar | Januar | Januar |
| Kw     | Mo     | Di     | Mi     | Do     | Fr     | Sa     | So     |
| ------ | ------ | ------ | ------ | ------ | ------ | ------ | ------ |
| 53     |        |        |        |        | 1      | 2      | 3      |
| 1      | 4      | 5      | 6      | 7      | 8      | 9      | 10     |
| 2      | 11     | 12     | 13     | 14     | 15     | 16     | 17     |
| 3      | 18     | 19     | 20     | 21     | 22     | 23     | 24     |
| 4      | 25     | 26     | 27     | 28     | 29     | 30     | 31     |

| Februar | Februar | Februar | Februar | Februar | Februar | Februar | Februar |
| Kw      | Mo      | Di      | Mi      | Do      | Fr      | Sa      | So      |
| ------- | ------- | ------- | ------- | ------- | ------- | ------- | ------- |
| 5       | 1       | 2       | 3       | 4       | 5       | 6       | 7       |
| 6       | 8       | 9       | 10      | 11      | 12      | 13      | 14      |
| 7       | 15      | 16      | 17      | 18      | 19      | 20      | 21      |
| 8       | 22      | 23      | 24      | 25      | 26      | 27      | 28      |

| März | März | März | März | März | März | März | März |
| Kw   | Mo   | Di   | Mi   | Do   | Fr   | Sa   | So   |
| ---- | ---- | ---- | ---- | ---- | ---- | ---- | ---- |
| 9    | 1    | 2    | 3    | 4    | 5    | 6    | 7    |
| 10   | 8    | 9    | 10   | 11   | 12   | 13   | 14   |
| 11   | 15   | 16   | 17   | 18   | 19   | 20   | 21   |
| 12   | 22   | 23   | 24   | 25   | 26   | 27   | 28   |
| 13   | 29   | 30   | 31   |      |      |      |      |

| April | April | April | April | April | April | April | April |
| Kw    | Mo    | Di    | Mi    | Do    | Fr    | Sa    | So    |
| ----- | ----- | ----- | ----- | ----- | ----- | ----- | ----- |
| 13    |       |       |       | 1     | 2     | 3     | 4     |
| 14    | 5     | 6     | 7     | 8     | 9     | 10    | 11    |
| 15    | 12    | 13    | 14    | 15    | 16    | 17    | 18    |
| 16    | 19    | 20    | 21    | 22    | 23    | 24    | 25    |
| 17    | 26    | 27    | 28    | 29    | 30    |       |       |

| Mai | Mai | Mai | Mai | Mai | Mai | Mai | Mai |
| Kw  | Mo  | Di  | Mi  | Do  | Fr  | Sa  | So  |
| --- | --- | --- | --- | --- | --- | --- | --- |
| 17  |     |     |     |     |     | 1   | 2   |
| 18  | 3   | 4   | 5   | 6   | 7   | 8   | 9   |
| 19  | 10  | 11  | 12  | 13  | 14  | 15  | 16  |
| 20  | 17  | 18  | 19  | 20  | 21  | 22  | 23  |
| 21  | 24  | 25  | 26  | 27  | 28  | 29  | 30  |
| 22  | 31  |     |     |     |     |     |     |

| Juni | Juni | Juni | Juni | Juni | Juni | Juni | Juni |
| Kw   | Mo   | Di   | Mi   | Do   | Fr   | Sa   | So   |
| ---- | ---- | ---- | ---- | ---- | ---- | ---- | ---- |
| 22   |      | 1    | 2    | 3    | 4    | 5    | 6    |
| 23   | 7    | 8    | 9    | 10   | 11   | 12   | 13   |
| 24   | 14   | 15   | 16   | 17   | 18   | 19   | 20   |
| 25   | 21   | 22   | 23   | 24   | 25   | 26   | 27   |
| 26   | 28   | 29   | 30   |      |      |      |      |

| Juli | Juli | Juli | Juli | Juli | Juli | Juli | Juli |
| Kw   | Mo   | Di   | Mi   | Do   | Fr   | Sa   | So   |
| ---- | ---- | ---- | ---- | ---- | ---- | ---- | ---- |
| 26   |      |      |      | 1    | 2    | 3    | 4    |
| 27   | 5    | 6    | 7    | 8    | 9    | 10   | 11   |
| 28   | 12   | 13   | 14   | 15   | 16   | 17   | 18   |
| 29   | 19   | 20   | 21   | 22   | 23   | 24   | 25   |
| 30   | 26   | 27   | 28   | 29   | 30   | 31   |      |

| August | August | August | August | August | August | August | August |
| Kw     | Mo     | Di     | Mi     | Do     | Fr     | Sa     | So     |
| ------ | ------ | ------ | ------ | ------ | ------ | ------ | ------ |
| 30     |        |        |        |        |        |        | 1      |
| 31     | 2      | 3      | 4      | 5      | 6      | 7      | 8      |
| 32     | 9      | 10     | 11     | 12     | 13     | 14     | 15     |
| 33     | 16     | 17     | 18     | 19     | 20     | 21     | 22     |
| 34     | 23     | 24     | 25     | 26     | 27     | 28     | 29     |
| 35     | 30     | 31     |        |        |        |        |        |

| September | September | September | September | September | September | September | September |
| Kw        | Mo        | Di        | Mi        | Do        | Fr        | Sa        | So        |
| --------- | --------- | --------- | --------- | --------- | --------- | --------- | --------- |
| 35        |           |           | 1         | 2         | 3         | 4         | 5         |
| 36        | 6         | 7         | 8         | 9         | 10        | 11        | 12        |
| 37        | 13        | 14        | 15        | 16        | 17        | 18        | 19        |
| 38        | 20        | 21        | 22        | 23        | 24        | 25        | 26        |
| 39        | 27        | 28        | 29        | 30        |           |           |           |

| Oktober | Oktober | Oktober | Oktober | Oktober | Oktober | Oktober | Oktober |
| Kw      | Mo      | Di      | Mi      | Do      | Fr      | Sa      | So      |
| ------- | ------- | ------- | ------- | ------- | ------- | ------- | ------- |
| 39      |         |         |         |         | 1       | 2       | 3       |
| 40      | 4       | 5       | 6       | 7       | 8       | 9       | 10      |
| 41      | 11      | 12      | 13      | 14      | 15      | 16      | 17      |
| 42      | 18      | 19      | 20      | 21      | 22      | 23      | 24      |
| 43      | 25      | 26      | 27      | 28      | 29      | 30      | 31      |

| November | November | November | November | November | November | November | November |
| Kw       | Mo       | Di       | Mi       | Do       | Fr       | Sa       | So       |
| -------- | -------- | -------- | -------- | -------- | -------- | -------- | -------- |
| 44       | 1        | 2        | 3        | 4        | 5        | 6        | 7        |
| 45       | 8        | 9        | 10       | 11       | 12       | 13       | 14       |
| 46       | 15       | 16       | 17       | 18       | 19       | 20       | 21       |
| 47       | 22       | 23       | 24       | 25       | 26       | 27       | 28       |
| 48       | 29       | 30       |          |          |          |          |          |

| Dezember | Dezember | Dezember | Dezember | Dezember | Dezember | Dezember | Dezember |
| Kw       | Mo       | Di       | Mi       | Do       | Fr       | Sa       | So       |
| -------- | -------- | -------- | -------- | -------- | -------- | -------- | -------- |
| 48       |          |          | 1        | 2        | 3        | 4        | 5        |
| 49       | 6        | 7        | 8        | 9        | 10       | 11       | 12       |
| 50       | 13       | 14       | 15       | 16       | 17       | 18       | 19       |
| 51       | 20       | 21       | 22       | 23       | 24       | 25       | 26       |
| 52       | 27       | 28       | 29       | 30       | 31       |          |          |

| Januar | Januar | Januar | Januar | Januar | Januar | Januar | Januar |
| Kw     | Mo     | Di     | Mi     | Do     | Fr     | Sa     | So     |
| ------ | ------ | ------ | ------ | ------ | ------ | ------ | ------ |
| 53     |        |        |        |        | 1      | 2      | 3      |
| 1      | 4      | 5      | 6      | 7      | 8      | 9      | 10     |
| 2      | 11     | 12     | 13     | 14     | 15     | 16     | 17     |
| 3      | 18     | 19     | 20     | 21     | 22     | 23     | 24     |
| 4      | 25     | 26     | 27     | 28     | 29     | 30     | 31     |

| Februar | Februar | Februar | Februar | Februar | Februar | Februar | Februar |
| Kw      | Mo      | Di      | Mi      | Do      | Fr      | Sa      | So      |
| ------- | ------- | ------- | ------- | ------- | ------- | ------- | ------- |
| 5       | 1       | 2       | 3       | 4       | 5       | 6       | 7       |
| 6       | 8       | 9       | 10      | 11      | 12      | 13      | 14      |
| 7       | 15      | 16      | 17      | 18      | 19      | 20      | 21      |
| 8       | 22      | 23      | 24      | 25      | 26      | 27      | 28      |

| März | März | März | März | März | März | März | März |
| Kw   | Mo   | Di   | Mi   | Do   | Fr   | Sa   | So   |
| ---- | ---- | ---- | ---- | ---- | ---- | ---- | ---- |
| 9    | 1    | 2    | 3    | 4    | 5    | 6    | 7    |
| 10   | 8    | 9    | 10   | 11   | 12   | 13   | 14   |
| 11   | 15   | 16   | 17   | 18   | 19   | 20   | 21   |
| 12   | 22   | 23   | 24   | 25   | 26   | 27   | 28   |
| 13   | 29   | 30   | 31   |      |      |      |      |

| April | April | April | April | April | April | April | April |
| Kw    | Mo    | Di    | Mi    | Do    | Fr    | Sa    | So    |
| ----- | ----- | ----- | ----- | ----- | ----- | ----- | ----- |
| 13    |       |       |       | 1     | 2     | 3     | 4     |
| 14    | 5     | 6     | 7     | 8     | 9     | 10    | 11    |
| 15    | 12    | 13    | 14    | 15    | 16    | 17    | 18    |
| 16    | 19    | 20    | 21    | 22    | 23    | 24    | 25    |
| 17    | 26    | 27    | 28    | 29    | 30    |       |       |

| Mai | Mai | Mai | Mai | Mai | Mai | Mai | Mai |
| Kw  | Mo  | Di  | Mi  | Do  | Fr  | Sa  | So  |
| --- | --- | --- | --- | --- | --- | --- | --- |
| 17  |     |     |     |     |     | 1   | 2   |
| 18  | 3   | 4   | 5   | 6   | 7   | 8   | 9   |
| 19  | 10  | 11  | 12  | 13  | 14  | 15  | 16  |
| 20  | 17  | 18  | 19  | 20  | 21  | 22  | 23  |
| 21  | 24  | 25  | 26  | 27  | 28  | 29  | 30  |
| 22  | 31  |     |     |     |     |     |     |

| Juni | Juni | Juni | Juni | Juni | Juni | Juni | Juni |
| Kw   | Mo   | Di   | Mi   | Do   | Fr   | Sa   | So   |
| ---- | ---- | ---- | ---- | ---- | ---- | ---- | ---- |
| 22   |      | 1    | 2    | 3    | 4    | 5    | 6    |
| 23   | 7    | 8    | 9    | 10   | 11   | 12   | 13   |
| 24   | 14   | 15   | 16   | 17   | 18   | 19   | 20   |
| 25   | 21   | 22   | 23   | 24   | 25   | 26   | 27   |
| 26   | 28   | 29   | 30   |      |      |      |      |

| Juli | Juli | Juli | Juli | Juli | Juli | Juli | Juli |
| Kw   | Mo   | Di   | Mi   | Do   | Fr   | Sa   | So   |
| ---- | ---- | ---- | ---- | ---- | ---- | ---- | ---- |
| 26   |      |      |      | 1    | 2    | 3    | 4    |
| 27   | 5    | 6    | 7    | 8    | 9    | 10   | 11   |
| 28   | 12   | 13   | 14   | 15   | 16   | 17   | 18   |
| 29   | 19   | 20   | 21   | 22   | 23   | 24   | 25   |
| 30   | 26   | 27   | 28   | 29   | 30   | 31   |      |

| August | August | August | August | August | August | August | August |
| Kw     | Mo     | Di     | Mi     | Do     | Fr     | Sa     | So     |
| ------ | ------ | ------ | ------ | ------ | ------ | ------ | ------ |
| 30     |        |        |        |        |        |        | 1      |
| 31     | 2      | 3      | 4      | 5      | 6      | 7      | 8      |
| 32     | 9      | 10     | 11     | 12     | 13     | 14     | 15     |
| 33     | 16     | 17     | 18     | 19     | 20     | 21     | 22     |
| 34     | 23     | 24     | 25     | 26     | 27     | 28     | 29     |
| 35     | 30     | 31     |        |        |        |        |        |

| September | September | September | September | September | September | September | September |
| Kw        | Mo        | Di        | Mi        | Do        | Fr        | Sa        | So        |
| --------- | --------- | --------- | --------- | --------- | --------- | --------- | --------- |
| 35        |           |           | 1         | 2         | 3         | 4         | 5         |
| 36        | 6         | 7         | 8         | 9         | 10        | 11        | 12        |
| 37        | 13        | 14        | 15        | 16        | 17        | 18        | 19        |
| 38        | 20        | 21        | 22        | 23        | 24        | 25        | 26        |
| 39        | 27        | 28        | 29        | 30        |           |           |           |

| Oktober | Oktober | Oktober | Oktober | Oktober | Oktober | Oktober | Oktober |
| Kw      | Mo      | Di      | Mi      | Do      | Fr      | Sa      | So      |
| ------- | ------- | ------- | ------- | ------- | ------- | ------- | ------- |
| 39      |         |         |         |         | 1       | 2       | 3       |
| 40      | 4       | 5       | 6       | 7       | 8       | 9       | 10      |
| 41      | 11      | 12      | 13      | 14      | 15      | 16      | 17      |
| 42      | 18      | 19      | 20      | 21      | 22      | 23      | 24      |
| 43      | 25      | 26      | 27      | 28      | 29      | 30      | 31      |

| November | November | November | November | November | November | November | November |
| Kw       | Mo       | Di       | Mi       | Do       | Fr       | Sa       | So       |
| -------- | -------- | -------- | -------- | -------- | -------- | -------- | -------- |
| 44       | 1        | 2        | 3        | 4        | 5        | 6        | 7        |
| 45       | 8        | 9        | 10       | 11       | 12       | 13       | 14       |
| 46       | 15       | 16       | 17       | 18       | 19       | 20       | 21       |
| 47       | 22       | 23       | 24       | 25       | 26       | 27       | 28       |
| 48       | 29       | 30       |          |          |          |          |          |

| Dezember | Dezember | Dezember | Dezember | Dezember | Dezember | Dezember | Dezember |
| Kw       | Mo       | Di       | Mi       | Do       | Fr       | Sa       | So       |
| -------- | -------- | -------- | -------- | -------- | -------- | -------- | -------- |
| 48       |          |          | 1        | 2        | 3        | 4        | 5        |
| 49       | 6        | 7        | 8        | 9        | 10       | 11       | 12       |
| 50       | 13       | 14       | 15       | 16       | 17       | 18       | 19       |
| 51       | 20       | 21       | 22       | 23       | 24       | 25       | 26       |
| 52       | 27       | 28       | 29       | 30       | 31       |          |          |

## Ereignisse

### Politik und Weltgeschehen

#### Spanischer Erbfolgekrieg
- 8. Januar: Im Gemetzel von Aidenbach wird der letzte Widerstand revoltierender bayerischer Bauern gegen die kaiserlich-habsburgische Besatzung gebrochen. Die kaiserlichen Truppen töten einen Teil der Aufständischen, nachdem diese sich bereits ergeben und ihre Waffen niedergelegt haben.

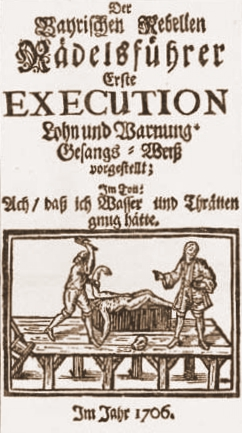
Flugblatt zu den Hinrichtungen

- 29. Januar: Mehrere Anführer des Bayerischen Volksaufstandes, unter ihnen Johann Georg Aberle, Johann Clanze und Johann Georg Kidler, werden auf dem Schrannenplatz in München durch das Schwert hingerichtet. Auch in den Wochen darauf finden noch weitere Hinrichtungen statt.

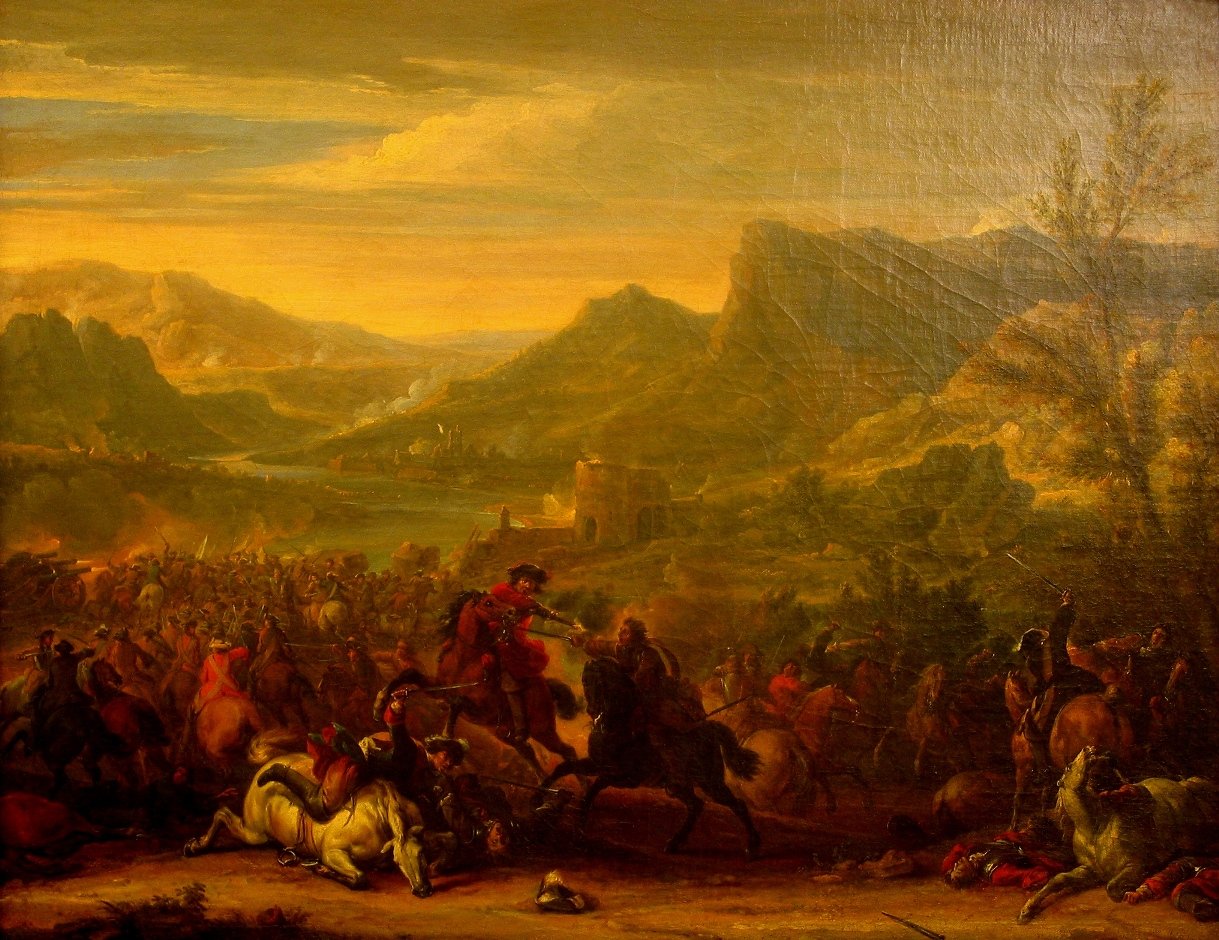
Schlacht bei Calcinato

- 19. April: Die kaiserliche Armee unter Christian Detlev von Reventlow wird in der Schlacht bei Calcinato von französisch-spanischen Truppen unter Marschall Louis II. Joseph de Bourbon, duc de Vendôme, geschlagen. Prinz Eugen von Savoyen hat kurz zuvor den Kriegsschauplatz verlassen und ist nach Wien abgereist. Er kehrt gleich darauf zurück, sammelt die Truppen und führt sie nach Trient.
- 29. April: Bayerische Diversion im Spanischen Erbfolgekrieg: Kaiser Joseph I. verhängt die Reichsacht über den Kurfürsten von Bayern, Maximilian II. Emanuel, und dessen Bruder Joseph Clemens von Bayern, Erzbischof und Kurfürst von Köln.
- 14. Mai: Franzosen und Spanier unter dem Befehl von Louis d’Aubusson, duc de La Feuillade, beginnen im Spanischen Erbfolgekrieg die von Piemontesen und Österreichern gehaltene Stadt Turin zu belagern.
- 23. Mai: Nach ihrer Niederlage in der Schlacht bei Ramillies gegen die Haager Große Allianz unter John Churchill, 1. Duke of Marlborough, und Heinrich von Nassau-Ouwerkerk müssen die Franzosen und die mit ihnen verbündeten Bayern aus den Spanischen Niederlanden weichen.
- 30. August: Während der Belagerung von Turin zündet der Soldat Pietro Micca in einem Minengang mangels längerer Zündschnur ein Schießpulverfass selbst. Er verhindert damit erfolgreich das Eindringen französischer Feinde in die Festung der Stadt, stirbt jedoch bei der Explosion.
- 7. September: Prinz Eugen von Savoyen und sein Cousin, Herzog Viktor Amadeus II. von Savoyen, bezwingen mit ihren Truppen die Franzosen in der Schlacht bei Turin. Damit endet die größte Schlacht auf italienischem Boden im Spanischen Erbfolgekrieg.
- 9. September: Ein französisches Korps ist im Spanischen Erbfolgekrieg in der Schlacht von Castiglione gegenüber einer kaiserlichen Armee siegreich. Prinz Friedrich von Hessen-Kassel muss sich bis hinter Verona zurückziehen, um seine Truppen wieder zu sammeln.
- 6. November: Ein englisches Geschwader wird beim Angriff auf Santa Cruz de Tenerife nach heftiger Gegenwehr durch die Spanier zurückgetrieben.

#### Großer Nordischer Krieg

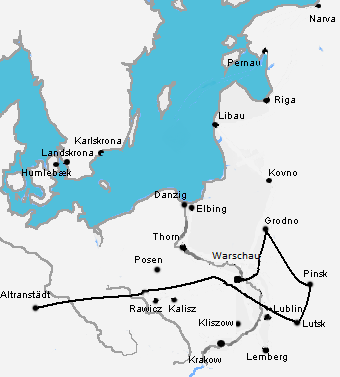
Feldzug Karls XII. Ende 1705 bis Ende 1706

- 15. Januar: Die Blockade von Grodno durch den schwedischen König Karl XII. beginnt. Sie endet im März mit dem Ausbruch der russischen Armee.
- 26. Januar: August der Starke rückt in Warschau ein, wo im Vorjahr sein Gegenspieler Stanislaus I. Leszczyński zum König von Polen gekrönt worden ist.

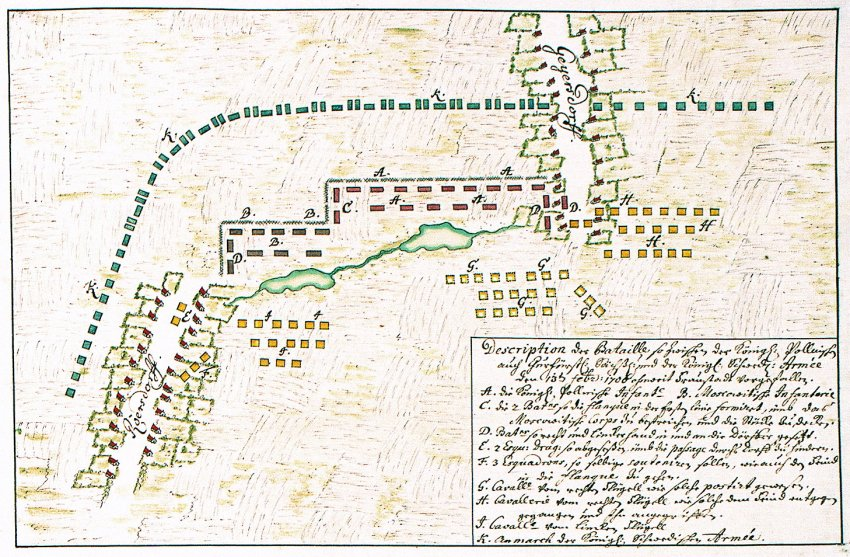
Schlachtordnung bei Fraustadt auf schematisch dargestellter Landschaft

- 13. Februar: In der Schlacht bei Fraustadt gelingt den Schweden unter Carl Gustaf Rehnskiöld im Großen Nordischen Krieg ein großer Sieg über das sächsisch-russische Heer, das von Johann Matthias von der Schulenburg kommandiert wird, wobei eine ganze Kavalleriedivision desertiert und zahlreiche gepresste Soldaten zu den Schweden überlaufen. Aufgrund der Misserfolge fordert der sächsische Geheime Rat August II. auf, seine polnische Krone niederzulegen. Der Adel und die Städte rebellieren mit offenen Drohungen gegen den König. Dieser muss daraufhin seinen Befehl zur Aushebung neuer Truppen zurückziehen. Im Stillen arbeitet er aber an der Aufstellung einer neuen Armee sowie an einer Entmachtung des Geheimen Rates.
- 13. März: Die schwedischen Dragoner unter dem Oberbefehl von Oberstleutnant Johan Reinhold von Trautvetter besiegen im Gefecht in Njaswisch das Heer von Polen-Litauen und russische Kosaken.

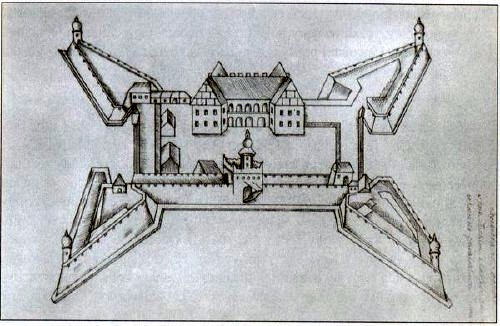
Die Festung von Ljachawitschy

- Mitte März: Die Belagerung von Ljachawitschy durch das schwedische Heer unter Carl Gustaf Creutz beginnt.
- 27. April: Nach den Desertionen in der Schlacht bei Fraustadt werden dreißig sächsische Dragoner zum Spießrutenlaufen verurteilt, neun am Pfahl aufgehängt, drei an den Galgen gehängt, zwei enthauptet und anschließend auf das Rad geflochten.

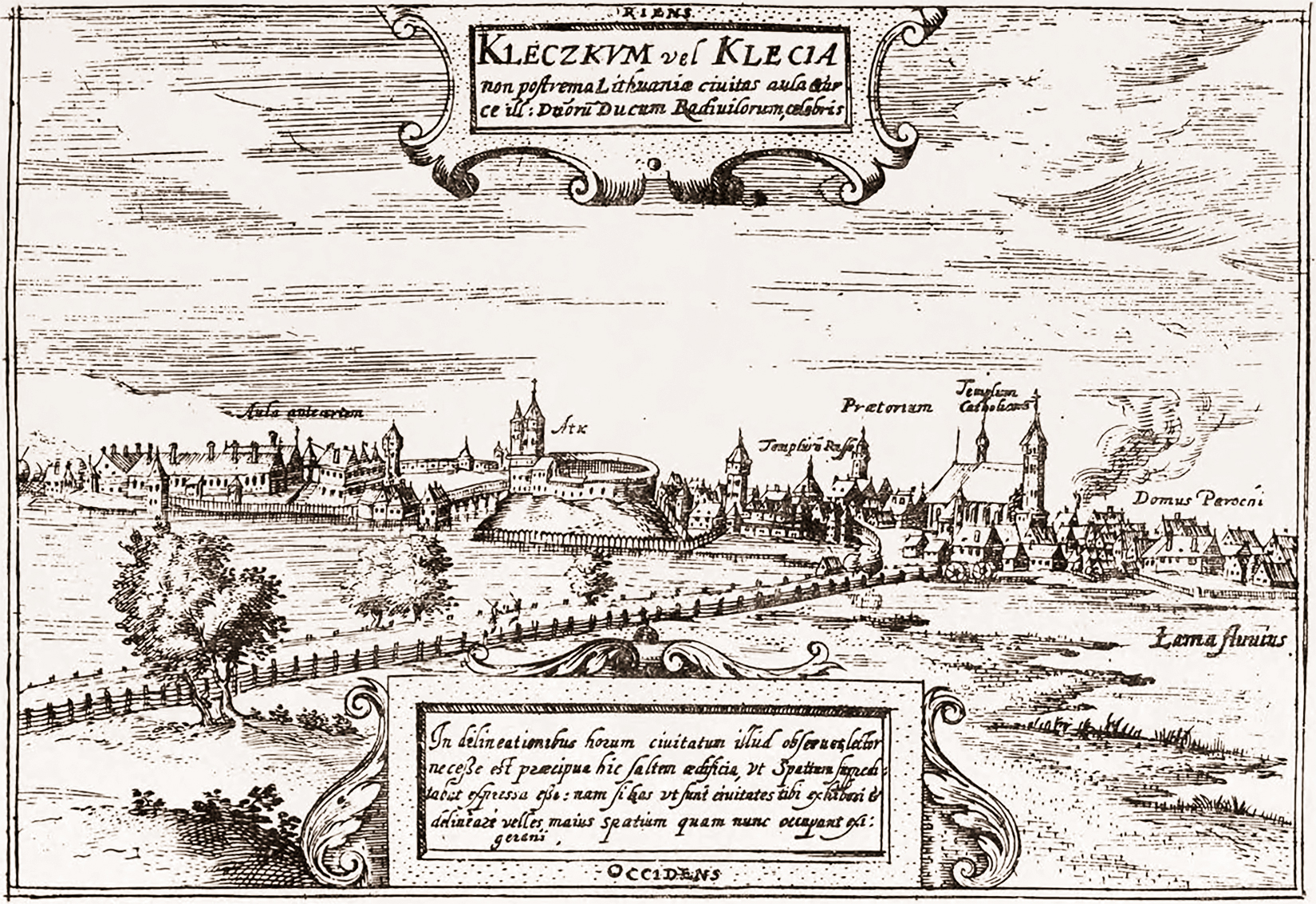
Schlacht bei Klezk

- 30. April: Schweden besiegt die durch Kosaken verstärkte russische Armee in der Schlacht bei Klezk.
- 2. Mai: Die belagerte polnisch-litauische Garnison in Ljachawitschy ergibt sich den Schweden bedingungslos. Die 1.361 Mann starke Besatzung unter dem Befehl des Kosaken Iwan Mirowitsch geht in Kriegsgefangenschaft.
- 27. August: Das schwedische Heer marschiert in Sachsen ein.
- 24. September: Mit dem Abschluss des Altranstädter Friedens verzichten die sächsischen Unterhändler für August II. „für immer“ auf die polnische Krone und lösen seine Allianz mit Russland auf. August selbst erfährt erst im Oktober von diesem ungünstigen Vertragsabschluss.
- 11. Oktober: Die Belagerung von Wyborg durch russische Truppen beginnt. Sie wird Anfang November erfolglos abgebrochen.
- 29. Oktober: Schwedisch-polnische Truppen erleiden während des Großen Nordischen Kriegs in der Schlacht bei Kalisch eine Niederlage gegen eine sächsisch-russische Streitmacht. Der Sieg bleibt jedoch folgenlos.
- 19. November: August II. spricht dem Altranstädter Frieden jegliche Rechtskraft ab. Am 1. Dezember trifft er sich mit Karl XII. von Schweden. Auf dessen unnachgiebige Haltung muss er schließlich den Vertrag anerkennen.

#### Weitere Ereignisse in Europa

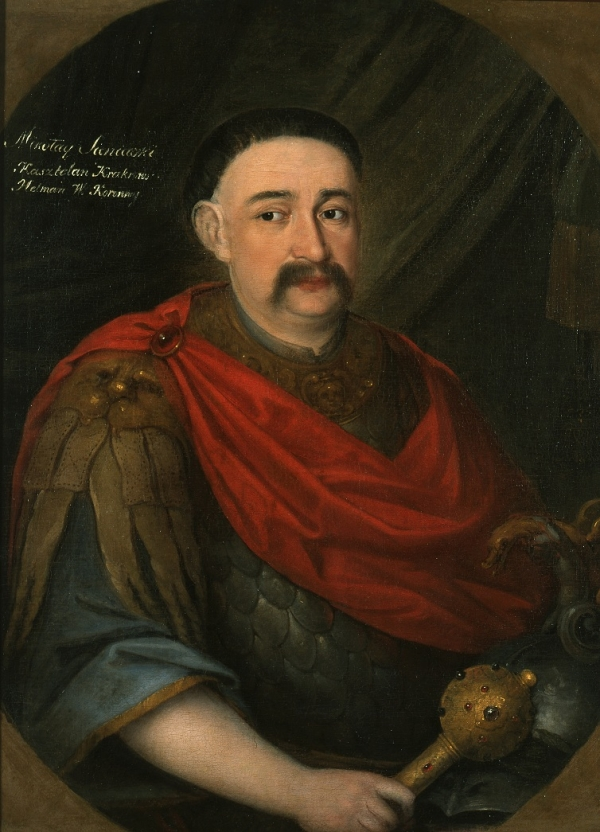
Adam Mikołaj Sieniawski mit dem Hetmansstab

- nach dem 20. April: Adam Mikołaj Sieniawski wird als Nachfolger des verstorbenen Hieronim Augustyn Lubomirski zum Großhetman der polnischen Krone ernannt.
- 4. November: Das schottische Parlament stimmt mehrheitlich der Verschmelzung Schottlands mit dem Königreich England zu. Der Act of Union tritt am 1. Mai 1707 in Kraft.
- 9. Dezember: Nach dem Tode Peters II. von Portugal fällt der Thron an seinen Sohn Johann V., der den Absolutismus nach französischem Vorbild in Portugal einführt.

#### Afrika
- Iyasu I., Negus negest von Äthiopien aus der Solomonischen Dynastie, zieht sich aus Trauer wegen des Todes seiner bevorzugten Konkubine auf eine Insel im Tanasee zurück. Ein Teil der Beamten urteilt daraufhin, dem Fall des Königs Ella Asbeha folgend und unterstützt durch die Königin Malakotawit, dass Iyasu zurückgetreten sei und krönt am 27. März in Gonder dessen Sohn Tekle Haymanot I. zum Kaiser. Iyasu kehrt als Reaktion darauf aus seiner Einsiedelei zurück. Er erkrankt jedoch unterwegs und wird am 13. Oktober auf Geheiß seines Sohnes ermordet. Der Tod des beliebten Herrschers wird allgemein betrauert und der neue Kaiser kann den Makel des Vatermordes nie abschütteln und wird als „Tekle Haymanot der Verfluchte“ bezeichnet.

### Wirtschaft
- Thomas Twining, ein ehemaliger Angestellter der Englischen Ostindien-Kompanie, gründet das Kaffeehaus Tom's Coffeehouse bei Strand, London, in Devereux Court. Twinings kann sich erfolgreich mit dem Verkauf von Tee, einem Modegetränk der upper class, etablieren und dafür exorbitante Preise verlangen.
- Die Salzburger Zeitung Extract-Schreiben oder Europaeische Zeitung stellt nach 20 Jahren ihr Erscheinen ein.
- Im Kurfürstentum Sachsen wird der Coselgulden geprägt.

### Wissenschaft und Technik
- Der englische Physiker Francis Hauksbee konstruiert eine kurbelgetriebene Glaskugel, die sich durch Reibung elektrisch auflädt. Damit verbessert er gegenüber der aufladbaren Schwefelkugel, einer Erfindung Otto von Guerickes, die Grundlage zur Erforschung statischer Elektrizität.

### Kultur
- 18. Februar: Die Uraufführung der Oper Alcione von Marin Marais findet an der Grand Opéra Paris statt.
- 6. Juli: Die Oper Endimione von Giovanni Bononcini wird im Palazzo di Belfonte bei Wien uraufgeführt.
- An der Oper am Gänsemarkt in Hamburg wird die Oper Masaniello furioso von Reinhard Keiser auf das Libretto von Barthold Feind uraufgeführt.
- um 1706: Johann Sebastian Bach verfasst Nach dir, Herr, verlanget mich, eine seiner frühesten Kirchenkantaten.

### Gesellschaft
- 10. Juni: Grace Sherwood ist der letzte Mensch, der in Virginia aufgrund einer Wasserprobe als Gottesurteil wegen Hexerei verurteilt wird. Sie verbringt im Anschluss mehrere Jahre im Gefängnis.
- 28. November: Der preußische Kronprinz Friedrich Wilhelm I. heiratet Prinzessin Sophia-Dorothea von Hannover. Ihr Vater ist der spätere Kurfürst Georg Ludwig, der 1714 als Georg I. König von England wird. Hier liegt die Grundlage der Verwandtschaft der Hohenzollern zum englischen Königshaus, denn Georg ist der Bruder der verstorbenen Sophie-Charlotte und Braut und Bräutigam sind damit Vetter und Cousine.

### Religion

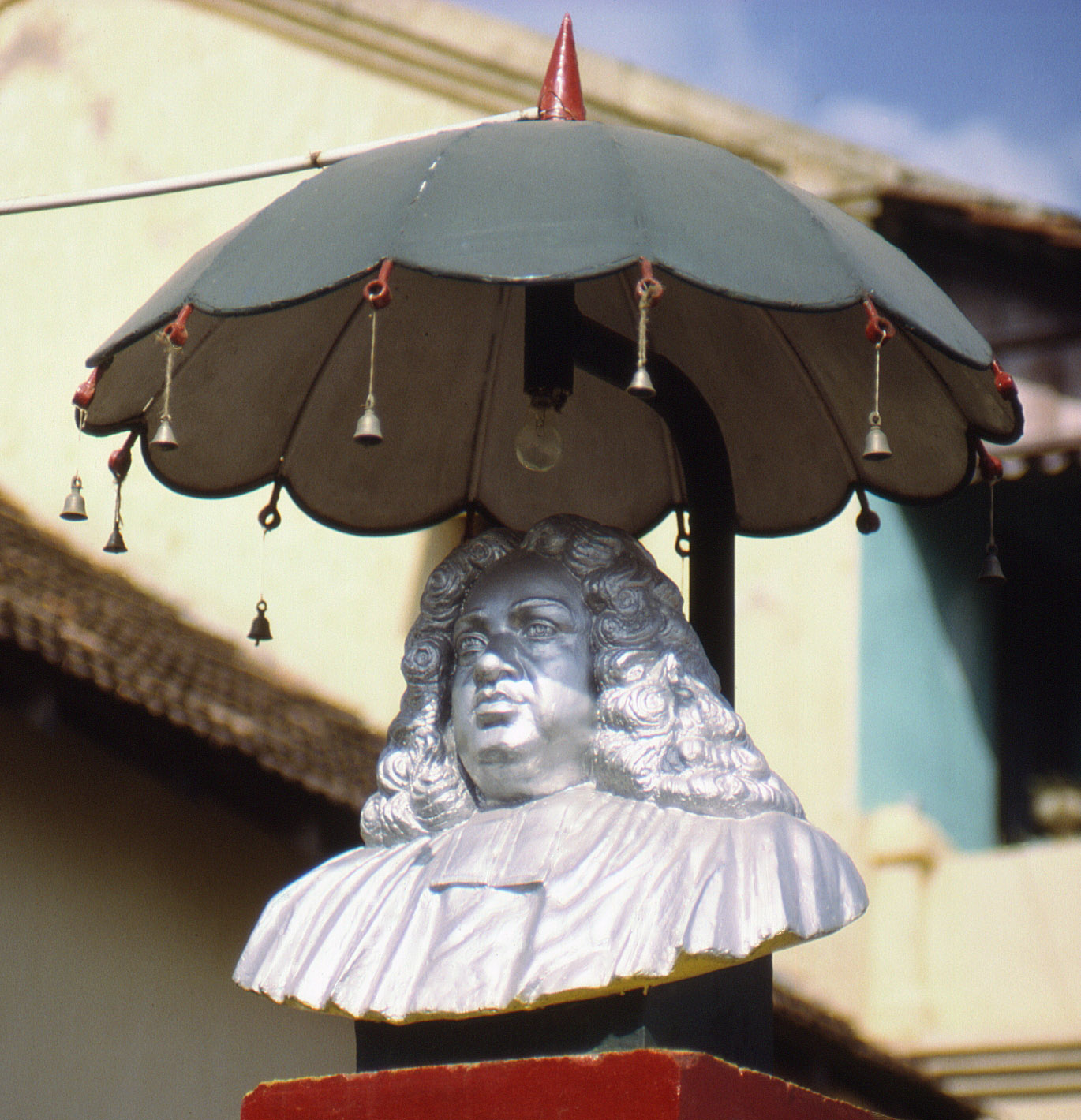
Büste von Bartholomäus Ziegenbalg in Tranquebar

- 9. Juli: Die deutschen Missionare Bartholomäus Ziegenbalg und Heinrich Plütschau betreten im Rahmen der Dänisch-Halleschen Mission in der dänischen Kolonie Tranquebar indischen Boden. Der Ort wird damit zum Ausgangspunkt protestantischer Missionstätigkeit in Tamil Nadu.
- Das Kloster Burglengenfeld in der Diözese Regensburg wird gegründet.

### Katastrophen
- 3. November: In den Abruzzen ereignet sich im Raum Sulmona ein Erdbeben, das neben Sachschäden mehr als tausend Tote verursacht.
- Das dänische Sklavenschiff Kron-Printzen sinkt in einem Sturm mit 820 Sklaven an Bord.

### Natur und Umwelt
- 12. Mai: Die letzte totale Sonnenfinsternis in Mitteleuropa vor 1999 ist in der Schweiz sowie in Deutschland südöstlich der Linie Freiburg im Breisgau – Würzburg – Leipzig – Frankfurt/Oder zu sehen.

## Geboren

### Erstes Halbjahr
- 01. Januar: Johann Philipp von Beust, deutscher General († 1776)
- 04. Januar: August Georg Simpert, Markgraf von Baden-Baden († 1771)
- 07. Januar: Johann Heinrich Zedler, Buchhändler und Verleger in Leipzig († 1751)

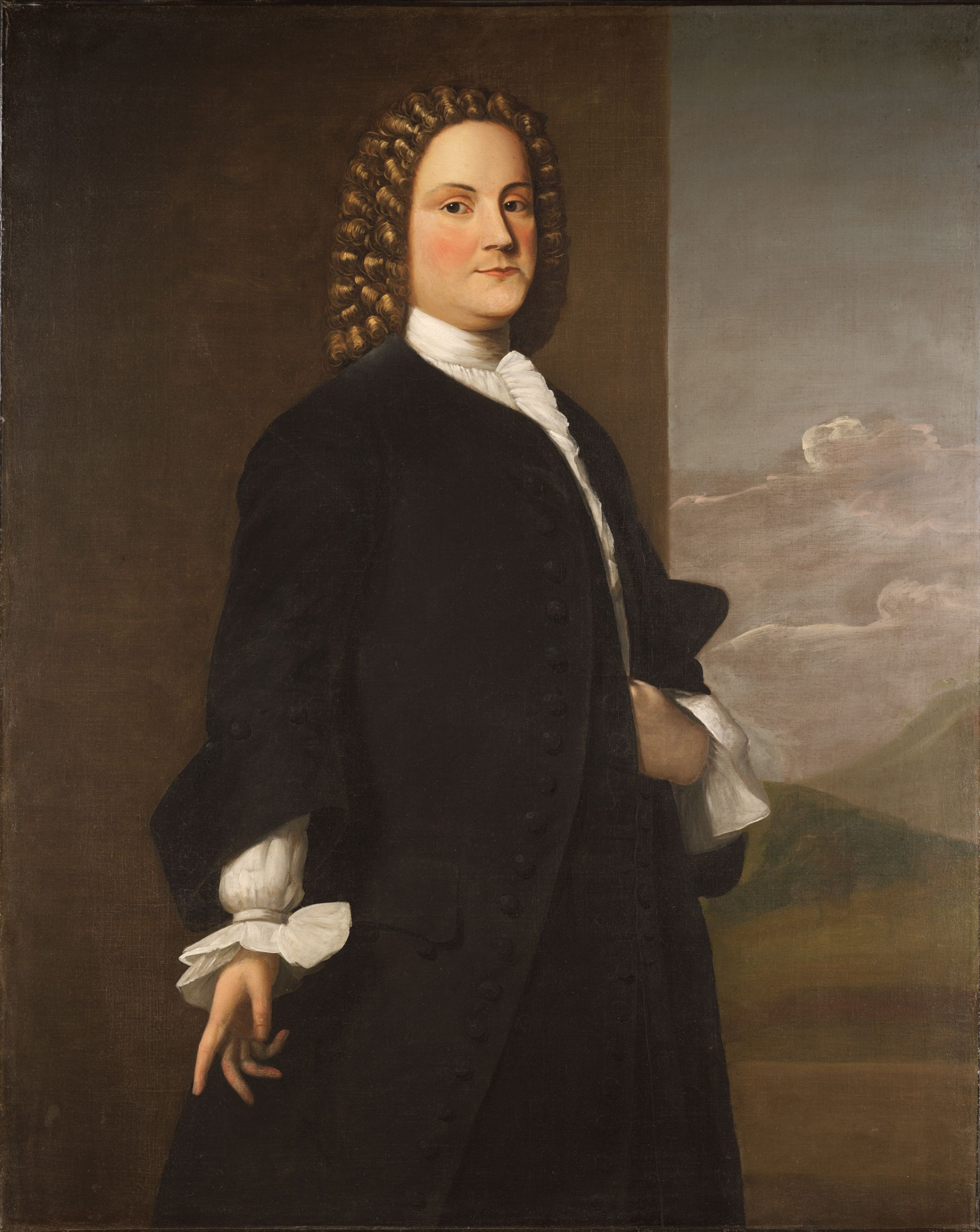
Erstes bekanntes Porträt Franklins von Robert Feke (c. 1746)

- 17. Januar: Nils Bielke, schwedischer Graf und päpstlicher Kammerherr († 1765)
- 17. Januar: Benjamin Franklin, nordamerikanischer Politiker, Verleger, Schriftsteller, Naturwissenschaftler und Naturphilosoph († 1790)
- 20. Januar: Friedrich Karl August, Graf und Edler Herr zur Lippe-Biesterfeld († 1781)
- 24. Januar: Rudolph Chotek von Chotkow, Oberster Kanzler der Vereinigten Hofkanzlei in Wien († 1771)
- 28. Januar: John Baskerville, englischer Schriftentwerfer, Schreibmeister, Drucker († 1775)
- 30. Januar: Daniel Högger, Bürgermeister der Stadt St. Gallen in der Schweiz († 1784)
- 30. Januar: Ernestine Eleonore Reuß zu Ebersdorf, deutsche Pietistin und Mitglied der Herrnhuter Brüdergemeine († 1766)
- 03. Februar: Giovanni Antonio Cybei, italienischer Bildhauer († 1784)
- 08. Februar: Luis de Córdova, spanischer Admiral († 1796)
- 12. Februar: Johann Joseph Christian, deutscher Bildhauer und Holzschnitzer († 1777)
- 24. Februar: Mathias Bahil, ungarischer reformierter Geistlicher († 1761)
- 04. März: Laurids de Thurah, dänischer Architekt, Baumeister, Architekturhistoriker und Topograf († 1759)
- 07. März: Johann Leonhard Dober, deutscher evangelischer Missionar, Kirchenlieddichter und Bischof der Herrnhuter Brüdergemeine († 1766)
- 12. März: Johan Pasch, schwedischer Maler († 1769)
- 19. März: Johann Georg Achenbach, deutscher Politiker († 1776)
- 31. März: Bernard Stuart, schottischer Benediktiner-Pater, Architekt, Mathematiker und Uhrmacher sowie Hofbaumeister in Salzburg († 1755)
- 01. April: Christian Friedrich Boetius, deutscher Maler, Zeichner und Kupferstecher († 1782)
- 21. April: Giuseppe Maria Asclepi, italienischer Astronom und Physiker († 1776)
- 24. April: Giovanni Battista Martini, italienischer Komponist und Musiktheoretiker († 1784)
- 26. April: Johannes Burman, niederländischer Arzt und Botaniker († 1779)
- 12. Mai: François Boissier de Sauvages de Lacroix, französischer Arzt und Botaniker († 1767)
- 20. Mai: Seth Pomeroy, britischer/amerikanischer Waffenschmied und General († 1777)
- 21. Mai: Carl Friedrich Kaltschmied, deutscher Mediziner († 1769)
- 22. Mai: Joseph Marie de Boufflers, Pair von Frankreich († 1747)
- 22. Mai: Samuel Troilius, schwedischer lutherischer Theologe und Erzbischof von Uppsala († 1764)
- 27. Mai: Joseph Bernhard, Erbprinz von Sachsen-Meiningen († 1724)
- 10. Juni: John Dollond, britischer Optiker und Teleskopbauer französischer Herkunft († 1761)
- 15. Juni: Johann Joachim Kändler, Medailleur der Meißner Porzellanmanufaktur († 1775)

### Zweites Halbjahr
- 03. Juli: Johann Joseph von Khevenhüller-Metsch, Diplomat der Habsburgermonarchie († 1776)
- 04. Juli: Gianbettino Cignaroli, italienischer Maler († 1770)
- 06. Juli: Rudolph Joseph von Colloredo, Reichsvizekanzler des Heiligen Römischen Reichs († 1788)
- 08. Juli: Johanne Sophie Herre, Reichsgräfin von Anhalt († 1796)
- 16. Juli: Charles Godefroi de La Tour d’Auvergne, Herzog von Bouillon, Pair von Frankreich und Reichsfürst († 1771)
- 01. August: Franz Sebald Unterberger, Südtiroler Maler († 1776)
- 04. August: Friedrich Karl, Herzog von Schleswig-Holstein-Sonderburg-Plön († 1761)
- 11. August: Marie-Auguste von Thurn und Taxis, Herzogin von Württemberg († 1756)
- 16. August: Florian Bahr, deutscher Jesuit und China-Missionar († 1771)
- 20. August: Johann Baptist von Thurn und Taxis, Reichsgraf und Bischof von Lavant († 1762)
- 08. September: Francesco Maria Banditi, Erzbischof von Benevent († 1796)
- 21. September: Jacob Wilhelm Lustig, niederländischer Komponist, Organist und Musiktheoretiker († 1791)
- 21. September: Polyxena von Hessen-Rotenburg, Königin von Sardinien und Herzogin von Savoyen († 1735)
- 22. September: Barbara Regina Dietzsch, Nürnberger Malerin und Zeichnerin († 1783)
- 28. September: Nikolaus Friedrich Stöhr, deutscher Pädagoge und lutherischer Theologe († 1766)
- 16. Oktober: Giuseppe Ignazio Appiani, italienischer Maler († 1785)
- 18. Oktober: Baldassare Galuppi, italienischer Komponist († 1785)
- 28. Oktober: Louise Marie Madeleine Fontaine, französische Salonière († 1799)
- 29. Oktober: Wacław Rzewuski, polnischer Militärführer und Staatsmann († 1779)
- 03. November: Franz Leonhard Roth, Bürgermeister von Heilbronn († 1769)
- 08. November: Johann Ulrich von Cramer, deutscher Jurist und Philosoph († 1772)
- 09. November: Georg August von Wangenheim, braunschweig-lüneburgischer General († 1780)
- 11. November: Friedrich Wilhelm II., Fürst von Nassau-Siegen († 1734)
- 22. November: Charles Spencer, 3. Duke of Marlborough, britischer Adeliger und Politiker († 1758)
- 26. November: Karl August von Schleswig-Holstein-Gottorf, Fürstbischof von Lübeck († 1727)
- 07. Dezember: Daniel Heinrich Arnoldt, deutscher Theologe († 1775)
- 17. Dezember: Émilie du Châtelet, französische Mathematikerin, Physikerin, Philosophin, Übersetzerin und Salonière († 1749)
- 31. Dezember: Johanna Magdalena von Gersdorf, deutsche Kirchenlieddichterin († 1744)

### Genaues Geburtsdatum unbekannt
- James Abercrombie, britischer General († 1781)
- Ludwig von Aulack, preußischer Oberstleutnant († 1763)
- George Ballard, englischer Antiquar und Biograph († 1755)
- Antoni Fiter i Rossell, andorranischer Doktor der Rechte († 1748)
- Hagop II. Nalyan Zmmarazi, armenischer Erzbischof und Patriarch von Konstantinopel († 1764)
- Mateus Vicente de Oliveira, portugiesischer Architekt († 1786)
- Hyacinth de La Pegna, französischer Maler († 1772)
- Joseph Wagner, deutscher Kupferstecher († 1780)

## Gestorben

### Erstes Quartal
- 07. Januar: Thomas Mansel, walisischer Politiker (* 1678)
- 07. Januar: Hartwig von Passow, deutscher Offizier in dänischen Diensten (* unbekannt)
- nach dem 8. Januar: Johann Hoffmann, Anführer des Bayerischen Volksaufstandes
- 16. Januar: Philipp Ludwig Hanneken, deutscher lutherischer Theologe (* 1637)
- 17. Januar: Philipp Peter Roos, deutscher Maler (* 1657)
- 26. Januar: Guillaume Poitevin, französischer Serpentbläser, Kapellmeister und Komponist (* 1646)
- 29. Januar: Johann Georg Aberle, bayerischer Soldat und Anführer des Bayerischen Volksaufstandes (* unbekannt)
- 29. Januar: Johann Clanze, bayerischer Offizier und Anführer des Bayerischen Volksaufstandes (* um 1667)
- 29. Januar: Johann Georg Kidler, Münchener Weinwirt und Anführer des Bayerischen Volksaufstandes (* 1674)
- 04. Februar: Johann Nikolaus Pechlin, deutsch-niederländischer Mediziner und Erzieher von Karl Friedrich von Holstein-Gottorf (* 1646)
- 12. Februar: Fortunatus Hueber, deutscher Franziskaner, Historiker und Theologe (* 1639)
- 12. Februar: Balthasar Kindermann, deutscher Dichter (* 1636)
- 19. Februar: Hanns Georg Fux, Tiroler Bildhauer (* 1661)
- 27. Februar: John Evelyn, englischer Autor, Architekt und Gärtner (* 1620)
- 000Februar: François Choye, savoyischer Bildhauer (* 1658)
- 01. März: Heino Heinrich von Flemming, sächsischer und brandenburgischer Heerführer, Generalfeldmarschall und Gouverneur von Berlin (* 1632)
- 03. März: Johann Pachelbel, deutscher Komponist (* 1653)
- 17. März: Johann Jäger, Münchener Weinwirt und Anführer des Bayerischen Volksaufstandes (* 1667)
- 17. März: Matthias Kraus, bayerischer Metzger und Anführer des sogenannten Krausaufstandes (* 1671)

### Zweites Quartal
- 06. April: Christoph Egedacher, süddeutscher Orgelbauer (* 1641)
- 08. April: Caspar Schamberger, deutscher Chirurg und Diplomat in Japan (* 1623)
- 19. April: Galenus Abraham de Haen, niederländischer Arzt und mennonitischer Prediger (* 1622)
- 20. April: Hieronim Augustyn Lubomirski, polnischer Magnat, Politiker und Großhetman der polnischen Krone (* um 1647)
- 23. April: Wilhelmine Ernestine von Dänemark, Pfalzgräfin und Kurfürstin von der Pfalz (* 1650)
- 25. April: Thomas Hinckley, Gouverneur der englischen Plymouth Colony (* 1618)
- 27. April: Bernhard I., Herzog von Sachsen-Meiningen (* 1649)
- 05. Mai: Friedrich Christian von Plettenberg, Fürstbischof von Münster (* 1644)
- 10. Mai: Johann Jakob Hofmann, Schweizer Theologe, Altphilologe, Historiker und Lexikograf (* 1635)
- 10. Mai: Simon Rettenpacher, deutschsprachiger und neulateinischer Dramatiker, Lyriker und Chronist (* 1634)
- 16. Mai: Christian Röhrensee, deutscher Ethiker und Politikwissenschaftler (* 1641)
- 18. Mai: Wolfgang Dientzenhofer, deutscher Baumeister (* 1648)
- 29. Mai: Caspar March, deutscher Mediziner (* 1654)
- 15. Juni: Ferdinand Bonaventura I. von Harrach, österreichischer Diplomat und Staatsmann (* 1637)
- 22. Juni: Johann Jacob Baur, Bürgermeister von Tübingen (* 1621)
- 28. Juni: Leopold Joseph von Lamberg, österreichischer Diplomat (* 1654)
- 29. Juni: Michał Frencel, sorbischer Pfarrer und Bibelübersetzer (* 1628)
- 30. Juni: Jacques Boyvin, französischer Organist und Komponist (* um 1653)

### Drittes Quartal
- 02. Juli: Kimpa Vita, kongolesische Prophetin und Gründerin der Antonier (* 1684)
- 03. Juli: Catharina Priggen, Äbtissin des Heideklosters Medingen bei Bevensen (* 1631)
- 06. Juli: Leonard Plukenet, englischer Botaniker (* 1642)
- 08. Juli: Adrian Virginius, deutschbaltischer Theologe und Bibelübersetzer (* 1663)
- wahrsch. 9. Juli: Pierre Le Moyne d’Iberville, französischer Adeliger und Gründer der Kolonie Louisiana (* 1661)
- 13. Juli: Johann Franz Peickhardt, österreichischer Politiker (* um 1647)
- 31. Juli: Anna Spiekermann, letztes Opfer der Hexenverfolgungen im Vest Recklinghausen (* um 1670)
- 06. August: Jean-Baptiste Du Hamel, französischer Philosoph und Theologe (* 1624)
- 10. August: Fjodor Alexejewitsch Golowin, russischer Politiker und Diplomat (* 1650)
- 12. August: Johann Deutschmann, deutscher lutherischer Theologe (* 1625)
- 14. August: Christoph Donat, sächsischer Orgelbauer (* 1625)
- 26. August: Michael Willmann, deutscher Barockmaler (* 1630)
- 30. August: Pietro Micca, piemontesischer Soldat (* 1677)
- 12. September: Eugenio Casparini, deutscher Orgelbauer (* 1623)
- 16. September: Matthias Petersen, nordfriesischer Kapitän und Walfänger (* 1632)
- 26. September: Onofrio Gabrielli, italienischer Maler (* 1619)
- 27. September: August Adolph von Haugwitz, deutscher Lyriker und Dramatiker (* 1647)
- 000September: Pontiaan van Hattem, niederländischer Theologe und Religionsphilosoph (* 1641)

### Viertes Quartal
- 05. Oktober: Elisabeth Albertine von Anhalt-Dessau, Herzogin zu Sachsen-Weißenfels-Barby (* 1665)
- 13. Oktober: Iyasu I., Negus negest von Äthiopien (* vor 1682)
- 26. Oktober: Andreas Werckmeister, deutscher Musiker und Musiktheoretiker (* 1645)
- 06. November: James Moore, irischer Politiker, Gouverneur der englischen Province of Carolina (* um 1650)
- 15. November: Tshangyang Gyatsho, sechster Dalai Lama (* 1683)
- 16. November: Cornelis Evertsen, niederländischer Admiral und Freibeuter (* 1642)
- 16. November: Godefridus Schalcken, niederländischer Maler (* 1643)
- 14. oder 17. November: Edward Mansel, walisischer Adeliger und Politiker (* um 1637)
- 28. November: Leonor de Moura, kurzzeitige Vizekönigin von Sizilien (* 1642)
- 02. Dezember: Johann Georg Ahle, deutscher Komponist, Organist, Dichter und evangelischer Kirchenmusiker (* 1651)
- 03. Dezember: Æmilie Juliane von Barby-Mühlingen, Reichsgräfin von Schwarzburg-Rudolstadt, Dichterin geistlicher Lieder (* 1637)
- 09. Dezember: Peter II., Regent und König von Portugal (* 1648)
- 12. Dezember: Christian Ludwig, Graf von Waldeck und Pyrmont (* 1635)
- 24. Dezember: Oswald Onghers, flämischer Maler (* 1628)
- 28. Dezember: Pierre Bayle, französischer Philosoph und Gelehrter (* 1647)

### Genaues Todesdatum unbekannt
- Jakob Auer, Tiroler Bildhauer (* um 1645)
- Jeanne Dumée, französische Astronomin, Autorin und Frauenrechtlerin (* um 1680 bis 1685)
- Toda Mosui, japanischer Dichter (* 1629)
- Johann Weidner, deutscher Maler und Zeichner (* um 1628)
- Frederik de Wit, niederländischer Verleger (* 1630)